# Liptovský Hrádok (stacja kolejowa)
Liptovský Hrádok – stacja kolejowa znajdująca się we wsi Liptovský Hrádok (pol. „Liptowski Gródek”) w kraju żylińskim na linii kolejowej nr 180 na Słowacji.